# 牛尾正直
牛尾 正直（うしお まさなお）は森村誠一の小説、およびそれをもとにしたテレビドラマ・終着駅シリーズに登場する架空の刑事。警視庁新宿西警察署刑事課勤務。相棒の刑事は大上達夫。

## 人物像
森村誠一によれば、ホテルマン時代に知り合った実在刑事がモデルという。冷静でクールな性格である。同じ刑事課の山路刑事と意見が対立するが、仲が悪いわけではない。あだ名は「モーさん」。ドラマでは、2021年4月1日放送の終着駅シリーズ「停年のない殺意」からは妻に先立たれ独身という設定。

## シリーズ作品
1. 駅
2. 街
3. 終着駅
4. 殺人の債権
5. 山の屍
6. 霧笛の余韻
7. 悪の条件

## 演じた俳優
- 愛川欽也 - 男と女のミステリー
  - 駅－THE STATION（1988年5月27日）
  - 街 全3作（1989年4月21日・1990年1月19日・1991年1月25日）

- 終着駅シリーズ
  - 露口茂 - 第1作〜第4作（1990年12月8日 - 1994年9月24日）
  - 片岡鶴太郎 - 第5作〜最終話（1996年1月27日 - 2022年12月22日）

第7作から妻・牛尾澄江が登場し、岡江久美子が演じた。岡江久美子が新型コロナウイルス感染症で死去したため、第36作目の雪の蛍が岡江久美子にとっては遺作となり、2020年4月26日に再放送された。再放送の冒頭では片岡鶴太郎と池広一夫の追悼メッセージが流された。

## 大上達夫を演じた俳優
- 髙嶋政宏 - 男と女のミステリー
  - 駅－THE STATION（1988年5月27日）
  - 街 全3作（1989年4月21日・1990年1月19日・1991年1月25日）

- 終着駅シリーズ
  - 清水善三（第1作）
  - 美木良介（第2作）
  - 川野太郎（第3作・第4作）
  - 松村雄基（第5作 - 第8作）
  - 土門廣（第9作 - 第13作・第15作）
  - 吉岡扶敏（第14作・番外1・番外2・第16作 - 第19作）
  - 増沢望（第20作 - 第23作）
  - 東根作寿英（番外9 - 最終話）